# A6高速公路 (義大利)
A6高速公路（義大利語：Autostrada A6），又稱綠海高速公路（Autostrada Verdemare），是義大利一條高速公路，自利古里亞大區薩沃納，通往皮德蒙首府都靈。完成後全長為124.3公里。
1956年動工興建：1960年1月27日薩沃納至塞瓦段通車，1965年9月29日延伸至福薩諾。1972年全線通車。早年由於經常出現致命事故，又曾稱有死亡高速公路（Autostrada della morte）的綽號。2001年完成拓寬工程。
全段是歐洲E717公路的一部份。